# Perdurance
Dans le contexte de la métaphysique analytique, la perdurance désigne une façon d'exister dans le temps. Elle caractérise le mode de persistance des objets en tant qu'ils sont des « processus » ou des « événements ». On dit alors que ces objets « perdurent » à travers le temps. La perdurance s'oppose en ce sens à l'« endurance », qui caractérise le mode de persistance des « substances », dont on dit qu'elles « endurent » (subsistent) à chaque instant du temps.
Interprété comme un processus, un objet perdure lorsqu'il existe pendant un certain temps, sans qu'à aucun moment (en aucune partie de ce temps) l'objet existe en entier. L'objet possède des parties temporelles, ou « phases », au même titre qu'il possède des parties spatiales ou corporelles. De la même façon qu'il ne peut être contenu en entier dans l'une de ses parties corporelles, il ne peut être contenu en entier dans l'une de ses phases.

## Perdurance et perdurantisme
Selon la conception éternaliste de l'espace-temps, il n'existe pas d'autre manière d'exister dans le temps que celle qui consister à perdurer, et tous les objets de l'Univers sont donc des processus ou des événements. On parle aussi de « perdurantisme » pour désigner l'aspect philosophique de cette position : les objets et les personnes ne sont pas des substances (physiques ou mentales) qui subsisteraient à chaque instant du temps, mais des processus dont l'extension est à la fois spatiale et temporelle.
Cette approche de l’identité à travers le temps se distingue nettement de l’interprétation commune. Par exemple, un galet sur une plage est considéré par le sens commun comme une entité minérale qui existe à chaque instant du temps tout le long de son existence. Selon la conception perdurantiste au contraire, un galet est une suite continue d'événements spatio-temporels qui sont autant de points ou régions de l'espace-temps en lesquels les propriétés physiques qui constituent cette entité existent. Nous ne percevons donc qu’une infime partie de l’objet lorsque nous observons une entité minérale telle qu’un galet.
Donald Davidson et David Lewis, notamment, adoptent cette position contre-intuitive pour rendre compte de l'identité des individus à travers le temps. Les individus, et les personnes en particulier, sont conçus, non plus comme des substances ou des entités changeantes, mais comme des successions continues d’événements différents.

## Perdurance et théorie de la relativité
Dans le débat entre l’ontologie ou la métaphysique des événements, favorable au « perdurantisme », et la métaphysique des substances, favorable à l’ « endurantisme », la théorie de la relativité restreinte semble conforter la première. En effet, à la place d'un espace à trois dimensions contenant des entités tridimensionnelles, la théorie de la relativité postule un espace-temps à quatre dimensions contenant des entités quadridimensionnelles : les événements et les processus. À partir de là, on peut concevoir chaque objet matériel comme une suite spatio-temporelle d'événements similaires, alors appelés « événements génidentiques ». On parle ainsi de ligne d'univers ou de ver spatio-temporel pour illustrer cette caractéristique des objets matériels.
De nombreux philosophes, dont Alfred North Whitehead, Alfred Korzybski,  Bertrand Russell et Willard Quine considèrent ainsi que la physique de la relativité parle en faveur d'une métaphysique d'événements et de processus.

## Perdurance et identité des personnes
Selon la conception perdurantiste des personnes proposée initialement par David Lewis, les personnes sont des entités temporellement étendues dotées de parties temporelles, tout comme les objets. Une personne est une suite continue d'événements psychologiques liés entre eux par un processus associé à la conscience. La personne n'est donc pas identifiée à une substance physique ou mentale qui « endure », mais à un processus psychologique continu. 
En un certain sens, la personne est donc l'histoire qui constitue sa vie, son « parcours d'existence ».

## Sens du terme chez Claudel et Mounier
Le terme « perdurance », en un sens courant, signifie le « caractère de ce qui dure longtemps, de ce qui se perpétue ». Il est employé en poésie par le poète français Paul Claudel, dans ses Cinq Grandes Odes de 1910 : « Mon cœur ne bat plus le temps, c'est l'instrument de ma perdurance, Et l'impérissable esprit envisage les choses passantes ». Le philosophe français Emmanuel Mounier se sert également du terme dans son Traité du caractère, publié en 1946, pour qualifier « l'impression » laissée en nous par une excitation sensible.